# Mirco Gasparetto
Mirco Gasparetto (ur. 2 lutego 1980 w Asolo) – włoski piłkarz występujący na pozycji napastnika. Od 2011 roku gra w drużynie AC Lumezzane.

## Kariera klubowa
Mirco Gasparetto jest wychowankiem drużyny z Montebelluny, jako junior grał także w A.C. Milanie. W 2003 roku trafił do Empoli FC i tam zadebiutował w Serie A. Było to 14 września 2003, w zremisowanym 1:1 meczu 2. kolejki z Regginą. Pierwszą bramkę w najlepszej lidze we Włoszech strzelił 18 kwietnia 2004, w meczu 30. kolejki. Jego gol dał remis drużynie Empoli z Brescią.
W 2007 roku Gasparetto został wykupiony przez drużynę Genoi (gdzie rundę wcześniej grał na zasadzie wypożyczenia z Empoli). Szybko jednak trafił do innego zespołu. Pozyskał go zespół Chievo Werona. W pierwszym sezonie zanotował 22 występy w Serie B, a na koniec sezonu Chievo wywalczyło awans do Serie A.
W sezonach 2008/2009 oraz 2009/2010 piłkarz był wypożyczany do Pisy i Padovy. Przed kolejnym sezonem powrócił jednak do klubu z Werony. W 2011 roku wypożyczono go do US Cremonese, a latem 2011 przeszedł do AC Lumezzane.

## Kariera reprezentacyjna
W 1998 roku Mirco Gasparetto rozegrał trzy mecze w barwach drużyny narodowej do lat 17. Nie strzelił bramki.